# Jaroslav Izák
Jaroslav Izák (* 25. dubna 1955) je slovenský politik, člen SNS, od 4. července 2006 do 18. srpna 2008 byl ministrem životního prostředí Slovenské republiky. V minulosti působil také jako primátor města Handlová.

## Vzdělání
- 1970–1974 středoškolské, Gymnázium Handlová
- 1974–1980 vysokoškolské, SVŠT – Fakulta architektury Bratislava

## odborné vzdělání a zvláštní zkušenosti
- 1991 odborné zkoušky a člen Slovenské komory architektů
- 1992 způsobilost pro vybrané činnosti při výstavbě – projektování, stavbyvedoucí, stavební dozor
- 1995 osvědčení o zvláštní odborné způsobilosti vykonávat státní správu pro životní prostředí a přednostu úřadu pre životní prostředí, vydané Ministerstvem životního prostředí SR
- 1995 certifikát na Řešení konfliktů v ochraně a tvorbě životního prostředí, vydaný, Environmental Training Projekt for Central and Eastern Europe USAID
- 1999 kurz vedoucích pracovníků, primátorů a starostů v samosprávných orgáněch měst a obcí
- 2001 osvědčení pro statutární zástupce v oblasti BOZP + PO, vydaná Ústavem vzdělávání a služeb, katedrou techniky Bratislava

## Jazyky
- ruština – konverzačně
- nemčina – konverzačně

## Praxe
- 1980 – 1988 projektant, stavbyvedoucí, vedoucí odboru KPD, vedoucí útvaru zahraničních vztahů
- 1989 – 1991 MsNV Handlová – předseda MsNV
- 1991 – 1994 Primátor města Handlová
- 1995 – 1999 Okresní úřad Prievidza, přednosta Obvodního úřadu životního prostředí
- 1999 – 2002 Primátor města Handlová
- 2003 vedouci investiční výstavby v soukromé firmě
- od roku 2004 manažer a podnikatel v oblasti architektury, ŽP a stavebnictví
- od roku 2005 zastupitel za Trenčínský kraj

## Politická příslušnost
- Slovenská národní strana od 1990
- předseda OR SNS Prievidza
- člen KR SNS Trenčín

## Záliby
- člen Slovenského svazu architektů
- čestný předseda plaveckého klubu, sport, umění, kultura

## Rodinný stav
- ženatý, 2 děti
- manželka Eleonóra Izáková, zubní laborantka
- dcera Silvia – právnička
- syn Jaroslav – student Ekonomické fakulty Bratislava<